# Rhyacophila hayakawai
Rhyacophila hayakawai är en nattsländeart som beskrevs av Kobayashi 1969. Rhyacophila hayakawai ingår i släktet Rhyacophila och familjen rovnattsländor. Inga underarter finns listade i Catalogue of Life.